# Yolande de Pologne
Yolande de Pologne, née en 1235 et morte le 11 juin 1298 à Gniezno, est une princesse hongroise, notamment devenue duchesse de Grande-Pologne par son mariage avec Boleslas le Pieux. À la mort de son époux en 1279, elle entre au sein de l'Ordre des clarisses et fonde notamment un monastère à Gniezno. Son culte en tant que bienheureuse est reconnu le 14 juin 1827 par le pape Léon XII.

## Biographie

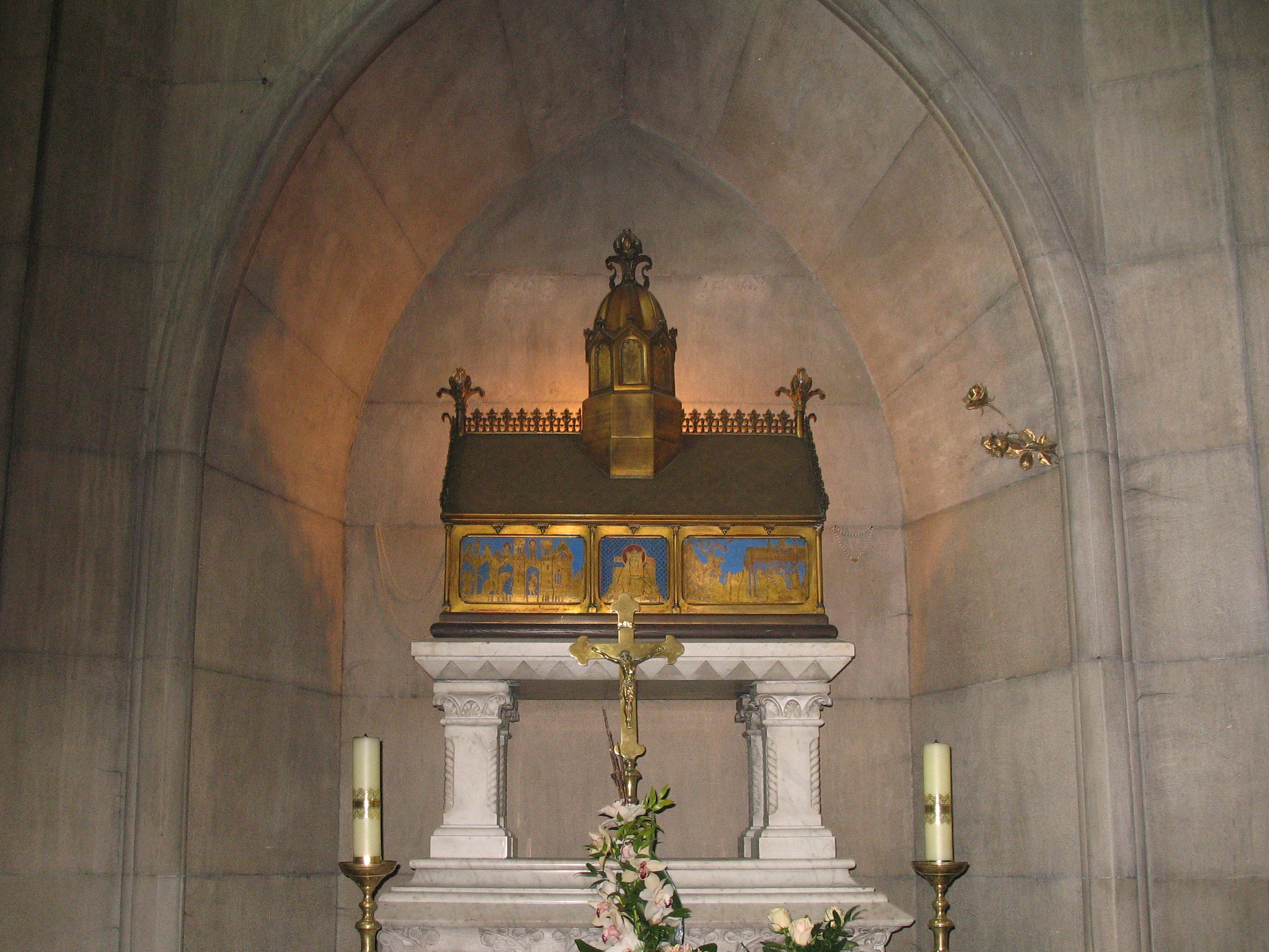
Reliques de la bienheureuse Yolande de Pologne dans l'église de l'Assomption et de saint Antoine de Gniezno.

### Famille et jeunesse
Fille du roi Béla IV de Hongrie et de la reine Marie Lascaris, elle est la sœur des saintes Marguerite de Hongrie et Kinga de Pologne ainsi que la nièce de sainte Élisabeth de Hongrie et la petite-nièce de sainte Edwige de Silésie. Elle est également une cousine de sainte Agnès de Bohême.
Elle grandit dans une atmosphère d'ascétisme, de piété et de traditions strictes.

### Mariage et descendance
En 1256, elle épouse Boleslas le Pieux à Cracovie. Après son mariage, elle adopte le second prénom d'Hélène et utilise les deux noms simultanément ou alternativement. En raison de la guerre, elle vit deux années consécutives à la cour du duc Boleslas V le Pudique, époux de sa sœur Kinga. Après cela, elle retourne vivre à la cour de son mari et, en 1263, elle donne naissance à Élisabeth, leur première fille. Quelques années plus tard, elle met au monde sa deuxième fille, Edwige, future reine de Pologne. Enfin, vers 1276, naît sa troisième et dernière fille, Anna (pl). 
La princesse Yolande est également très proche de ses nombreux neveux et nièces car à la mort de son beau-frère Przemysl Ier, son époux devient le protecteur des enfants de son frère, dont Przemysl II, au nom duquel il commence à régner sur la seconde moitié de la Wielkopolska.

### Fin de vie
Peu de temps après la mort de Boleslas le Pieux, le 13 ou 14 avril 1279, Yolande-Hélène se rend à la cour de sa sœur Kinga, à Cracovie, puis retourne chez elle, en Grande-Pologne. En 1284, elle devient nonne au sein de l'Ordre des pauvres dames. Contrainte de déménager en raison du conflit armé dans la région, Yolande fonde un nouveau monastère à Gniezno dont elle devient abbesse peu avant sa mort, le 11 juin 1298.

## Culte
Immédiatement après sa mort, sa tombe devient célèbre pour les miracles qui s'y déroulent et devient rapidement un lieu de pèlerinage important. Cependant, la première Vie de Yolande n'apparaît qu'en 1723.
Le 14 juin 1827, soit trois jours avant l'anniversaire de sa mort, le pape Léon XII approuve son culte. Mais, en raison du contexte politique de Poznań, qui dépend du gouvernement prussien, la cérémonie de béatification ne peut avoir lieu qu'en 1834. À cette occasion, les reliques de la bienheureuse Yolande sont déplacées à la chapelle de l'Ordre des clarisses, qui prend alors son nom.
Elle est célébrée le 15 juin et est proclamée patronne de l'archidiocèse de Gniezno et du diocèse de Kalisz.